# 反応速度式
反応速度式（はんのうそくどしき、英語: rate equation）あるいは速度式（rate law）とは、化学反応での反応速度と反応物の濃度または圧力および定数パラメーター（主に反応速度定数と反応次数 ）の関係式である。
多くの反応では、反応速度rは次のような指数関数で与えられる。
{\displaystyle r\;=\;k[\mathrm {A} ]^{x}[\mathrm {B} ]^{y}}
ただし、[A]と[B]は化学種AおよびBの濃度を表し、通常モル濃度で表記される。xとyは反応次数を構成する値で、実験によってのみ求められる。xとyは化学反応式における係数と一致しない場合も多い。また定数kはその反応の反応速度係数または反応速度定数と呼ばれる。kの値は温度、イオン強度、吸着体における表面積や光照射 (en:英語版) になどに依存する。
反応段階の1つとなる素反応(英語版)では、反応速度は衝突理論より、モル濃度に比例することがわかる。例えば、2分子による素反応A + B → Pの場合、それぞれの反応物では1次反応、反応全体では2次反応となり、反応速度式は{\displaystyle r\;=\;k[\mathrm {A} ][\mathrm {B} ]}となる。多段階反応では、それぞれの素反応の反応速度はその反応の反応物のモル濃度の積に比例するが、全体ではそうなるとは限らない。
多段階反応であると考えられている反応の反応速度式は、化学反応の機構および、考えられる式と実験結果を比較して、準定常状態近似を用いて理論的に導かれることが多い。反応式が分数次になることもあり、反応中間体の濃度にも依存する場合がある。
反応速度式は微分方程式の形で表されており、両辺を積分して反応物や生成物の濃度を時間の関数で表す積分形反応速度式を得ることもできる。

## 零次反応
零次反応とは、反応速度が反応物の濃度に依存しない反応である。反応物の濃度が増加することで反応が加速することはなく、反応した物質は単純に経過時間に比例する。零次反応は物質が反応の進行のみに必要な場合で、反応が起こる触媒や表面が反応物によって満たされた場合に見られる。零次反応の速度式は次のように表される。
{\displaystyle \ r=k}
ここで、rは反応速度、kは濃度を時間で割った単位を持つ速度定数である。もしこの反応が以下の3つの条件を満たす場合、kが時間の次元を持つことを以下のように系の物質収支方程式を解いて示すことができる。
その条件とは
1. 閉じた系で反応が起こっている。
2. 反応中間体が生成していない。
3. 他に反応が起こっていない。

の3つである。
{\displaystyle r=-{\frac {d[A]}{dt}}=k}
この微分方程式を積分すると、以下のような積分零次反応速度の法則が得られる。
{\displaystyle \ [A]_{t}=-kt+[A]_{0}}
ただし、{\displaystyle \ [A]_{t}} はある時間tでの反応物Aの濃度、{\displaystyle \ [A]_{0}}は、初期濃度(英語版)を表す。
零次反応は時間に対し濃度{\displaystyle \ [A]_{t}}をプロットすると直線が得られる。その直線の傾きは{\displaystyle -k}である。
また、反応の半減期は反応物の濃度が初期濃度の半分になるまでにかかる時間である。 (一次反応である放射性崩壊の半減期と同じ) 零次反応では半減期は次の式で与えられる。
{\displaystyle t_{1/2}={\frac {[A]_{0}}{2k}}}
零次反応の例には次のようなものがある。
- ハーバー・ボッシュ法の逆反応: {\displaystyle {\ce {2NH_{3}(g)->{3H_{2}(g)}+{N_{2}(g)}}}}

## 一次反応
一次反応は、1つの反応物の濃度だけに依存する反応速度をもつ反応である。ほかに反応物があった場合でも、それらは零次反応にしか関わらない。一次反応の反応速度は反応物Aの濃度を用いて次のように表される。
{\displaystyle -{\frac {d[A]}{dt}}\equiv r=k[A]}
kは速度定数で、毎秒（1/s）の単位を持つ。
よって、積分形一次反応速度の法則は次のように表せる。
{\displaystyle \ \ln {[A]}=-kt+\ln {[A]_{0}}}
ただしlnは自然対数を表す。
{\displaystyle \ln {[A]}}を時間tに対してプロットすると傾き{\displaystyle -k}の直線が得られる。
一次反応の半減期は、初期濃度に関係なく次の式で与えられる。{\displaystyle t_{1/2}=\ln {(2)}/k}.
一次反応には次のようなものがある。
- {\displaystyle {\mbox{H}}_{2}{\mbox{O}}_{2}(l)\rightarrow \;{\mbox{H}}_{2}{\mbox{O}}(l)+{\frac {1}{2}}{\mbox{O}}_{2}(g)}
- {\displaystyle {\mbox{SO}}_{2}{\mbox{Cl}}_{2}(l)\rightarrow \;{\mbox{SO}}_{2}(g)+{\mbox{Cl}}_{2}(g)}
- {\displaystyle 2{\mbox{N}}_{2}{\mbox{O}}_{5}(g)\rightarrow \;4{\mbox{NO}}_{2}(g)+{\mbox{O}}_{2}(g)}

### 一次反応速度式の性質
一次反応速度式を積分すると次のようになる。
{\displaystyle \ \ln {[A]}=-kt+\ln {[A]_{0}}}
これは通常次のように指数減少関数として表記される。
{\displaystyle A=A_{0}e^{-kt}\,}
この式の異なる表記方法として以下のようなものがある。これらは同値である。
{\displaystyle A=A_{0}\left(e^{-k\Delta t_{p}}\right)^{n}}
ここで、{\displaystyle \Delta t_{p}}はある一定の時間であり、{\displaystyle n}は時間の区間の数を表す整数である。区間の最初の反応物の濃度{\displaystyle f_{RP}}に対して、各時間の区間の終わりの濃度の比は
{\displaystyle {\frac {A_{n}}{A_{n-1}}}=f_{RP}=e^{-k\Delta t_{p}}}と表せる。
そして、{\displaystyle n}回の区間が過ぎた後、初期濃度に対するその時の反応物の濃度の割合は
{\displaystyle {\frac {A}{A_{0}}}\equiv {\frac {A_{n}}{A_{0}}}=\left(e^{-k\Delta t_{p}}\right)^{n}=\left(f_{RP}\right)^{n}=\left(1-f_{BP}\right)^{n}}
となる。ここで、{\displaystyle f_{BP}}はそれぞれの区切りの中で反応する反応物の割合である。この方程式は反応物の全物質量に対して各区間ごとに反応する物質の割合は、初期濃度とは関係がないことを示している。半減期（{\displaystyle \Delta t_{p}=\ln(2)/k}）に等しい時刻では、反応した物質量は初期濃度のちょうど1/2である。
各区間ごとの平均反応速度nthは次式で与えられる。
{\displaystyle r_{\mathrm {avg} ,n}=-{\frac {\Delta A}{\Delta t_{p}}}={\frac {A_{n-1}-A_{n}}{\Delta t_{p}}}}
ゆえに、区間の終わりに残っている反応物の濃度は次の区間での平均反応速度や区間の始まりでの反応物の濃度に関わってくる。関係式は以下の通り。
{\displaystyle A_{n}=A_{n-1}-r_{\mathrm {avg} ,n}\Delta t_{p}}
よって、それぞれの区間で反応する物質の割合は次のように表すことができる。
{\displaystyle f_{BP}=1-{\frac {A_{n}}{A_{n-1}}}}
その区間で反応する反応物の割合はその区間での平均反応速度に関わってくる。関係式は以下の通り。
{\displaystyle f_{BP}={\frac {r_{\mathrm {avg} ,n}\Delta t_{p}}{A_{n-1}}}}
各区間の終わりに残っている反応物の割合はその区間の初めに残っていた反応物の割合と関係がある。関係式は以下の通り。
{\displaystyle A_{n}=A_{n-1}\left(1-{\frac {r_{\mathrm {avg} ,n}\Delta t_{p}}{A_{n-1}}}\right)}
この漸化式は各区間ごとの平均反応速度が分かれば、任意の時刻での反応物の濃度を求めることができるということを示している
。

## 二次反応
二次反応は、反応速度が1つの反応物の濃度の2乗に比例するか、2つの反応物の濃度の積に比例する反応である。反応速度は以下の式で与えられる。
{\displaystyle \ -{\frac {d[{\ce {A}}]}{dt}}=k[{\ce {A}}]^{2}}
または
{\displaystyle \ -{\frac {d[{\ce {A}}]}{dt}}=k[{\ce {A}}][{\ce {B}}]}
または
{\displaystyle \ -{\frac {d[{\ce {A}}]}{dt}}=2k[{\ce {A}}]^{2}}
最後の式は反応物Aに関する反応速度の定義式から導かれる。
{\displaystyle {\ce {2A -> B}}}という反応について考えてみよう。
反応速度の定義から、二次反応に反応物が1つしか関わっていないということはA、Bの濃度を時間の関数としたとき、ある時刻での[B]の微分係数は[A]の微分係数の-1/2倍となる。これは、Bが1分子生成するたびにAが2分子消滅するからである。したがって、Aが消滅する速さはBが生成する速さの2倍である。
{\displaystyle \ -{\frac {1}{2}}{\frac {d[{\ce {A}}]}{dt}}={\frac {d[{\ce {B}}]}{dt}}}
反応速度と濃度の関係を表す反応速度式の定義を考えると、{\displaystyle {\ce {{\mathit {r}}=[A]^{2}}}}といえる。もし2つの式が同値であるとすると、
{\displaystyle \ -{\frac {d[{\ce {A}}]}{dt}}=2k[{\ce {A}}]^{2}}
となる。
したがって、[A]の時間微分における微分係数はAの消滅速度を得るためには半分にしなければならない。
積分形二次反応速度式は以下のように表される。
{\displaystyle {\frac {1}{[\mathrm {A} ]}}={\frac {1}{[\mathrm {A} ]_{0}}}+kt}
または
{\displaystyle {\frac {[A]}{[B]}}={\frac {[A]_{0}}{[B]_{0}}}\exp \left(([\mathrm {A} ]_{0}-[\mathrm {B} ]_{0})kt\right)}
[A]0と[B]0は必ず異なる値である。
二次反応の半減期を表す式は、濃度の2乗が反応速度に影響する反応物の濃度に依存し、次のように表される。
{\displaystyle t_{1/2}=1/k[{\ce {A}}]_{0}}
このような反応では、反応物の濃度が初期濃度の半分になると、その次の半減期は2倍になる。
上式のそのほかの表現方法として、両辺の自然対数をとることがある。
{\displaystyle \ln {}r=\ln {}k+2\ln \left[{\ce {A}}\right]}
二次反応の例
{\displaystyle {\ce {2NO2(g) -> {2NO(g)}+ O2(g)}}}

### 擬一次反応
反応物がAとBの2つある場合、2つの反応物の濃度を同時に調べるのは難しい。1つの反応物の濃度を調べてそこからもう1つの濃度を計算すると、誤差が大きくなる。この問題を解決するために、Ostwaldの分離法(擬一次反応近似(pseudo-first order approximation))がよく用いられる。
ある反応物の濃度が大過剰であり、濃度変化が著しく小さい場合、その濃度は一定であるとみなせて、擬一次速度定数が得られる。このとき、反応速度式はこの定数を用いて一次反応のように書ける。もし[B]が一定であるとみなせる場合、
{\displaystyle \ r=k[{\ce {A}}][{\ce {B}}]=k'[{\ce {A}}]}
ここで{\displaystyle k'=k[{\ce {B}}]_{0}} （k'またはkobs）はs−1の次元を持つ。 
擬一次反応は、一方の反応物の濃度が他方に比べて大過剰であるときに見られる。（[B]≫[A]）したがって、擬一次反応では、反応が進んでもBのうち少量しか反応に使われず、濃度が一定とみなせる。
Bを大過剰に保ちつつ濃度を変えて、k'を[B]に対してプロットすると、傾きとしてkが得られる。
擬一次反応の例
希釈された酸によるエステルの加水分解は、水が系内に多量に存在するため擬一次反応となる。
CH3COOCH3+ H2O→CH3COOH+CH3OH

## 反応次数ごとの反応速度の一覧
三次反応以上は、素反応ではほとんど起こらない。しかし、反応全体では、整数でないものも含め、何次反応でも起こることがある。
|                             | 零次反応                                      | 一次反応                                    | 二次反応                                                 | n次反応（n≧2）                                                              |
| --------------------------- | --------------------------------------------- | ------------------------------------------- | -------------------------------------------------------- | --------------------------------------------------------------------------- |
| 反応速度式                  | {\displaystyle -{d[A]}/{dt}=k}                | {\displaystyle -{d[A]}/{dt}=k[A]}           | {\displaystyle -{d[A]}/{dt}=k[A]^{2}}                    | {\displaystyle -{d[A]}/{dt}=k[A]^{n}}                                       |
| 積分形反応速度式            | {\displaystyle \ [A]=[A]_{0}-kt}              | {\displaystyle \ [A]=[A]_{0}e^{-kt}}        | {\displaystyle {\frac {1}{[A]}}={\frac {1}{[A]_{0}}}+kt} | {\displaystyle {\frac {1}{[A]^{n-1}}}={\frac {1}{{[A]_{0}}^{n-1}}}+(n-1)kt} |
| 速度定数(k)の単位           | {\displaystyle {\rm {\frac {M}{s}}}}          | {\displaystyle {\rm {\frac {1}{s}}}}        | {\displaystyle {\rm {\frac {1}{M\cdot s}}}}              | {\displaystyle {\frac {1}{{\rm {M}}^{n-1}\cdot {\rm {s}}}}}                 |
| kを決定する際の直線プロット | {\displaystyle [A]\ {\mbox{vs.}}\ t}          | {\displaystyle \ln([A])\ {\mbox{vs.}}\ t}   | {\displaystyle {\frac {1}{[A]}}\ {\mbox{vs.}}\ t}        | {\displaystyle {\frac {1}{[A]^{n-1}}}\ {\mbox{vs.}}\ t}                     |
| 半減期                      | {\displaystyle t_{1/2}={\frac {[A]_{0}}{2k}}} | {\displaystyle t_{1/2}={\frac {\ln(2)}{k}}} | {\displaystyle t_{1/2}={\frac {1}{k[A]_{0}}}}            | {\displaystyle t_{1/2}={\frac {2^{n-1}-1}{(n-1)k{[A]_{0}}^{n-1}}}}          |

Mはモル濃度 (mol・L−1), tは時間、kは速度定数を表す。一次反応の半減期はt1/2 = 0.693/k（ln2=0.693）と表される。

## 平衡や逆反応との関係
正反応と逆反応が対になっている反応を平衡反応ということがある。例えば、AとBが反応してXとYに変わる反応と、XとYが変化してAとBに変わる反応が同時に起こる場合、反応式は次のように表される。（s、t、u、vは係数）
{\displaystyle {\ce {{{\mathit {s}}A}+{\mathit {t}}B<=>{{\mathit {u}}X}+{{\mathit {v}}Y}}}}
仮にそれぞれの反応が素反応だったとすると、反応速度は以下の式で表される。
{\displaystyle r={k_{1}[{\ce {A}}]^{s}[{\ce {B}}]^{t}}-{k_{2}[{\ce {X}}]^{u}[{\ce {Y}}]^{v}}\,}
ここで、k1はAとBが反応する反応の速度定数、k2はXとYが反応する反応の速度定数である。
k1、k2と反応の平衡定数（K） は以下のような関係式を満たす。ただし平衡状態では反応速度r=0である。

AとBの濃度の、平衡に達するまでの時間変化（A_{0} = 0.25 mol/l）。正反応の速度定数k_{f} = 2 min^{−1}、逆反応の速度定数k_{r} = 1 min^{−1}

{\displaystyle {k_{1}[{\ce {A}}]^{s}[{\ce {B}}]^{t}=k_{2}[{\ce {X}}]^{u}[{\ce {Y}}]^{v}}\,}
{\displaystyle K={\frac {[{\ce {X}}]^{u}[{\ce {Y}}]^{v}}{[{\ce {A}}]^{s}[{\ce {B}}]^{t}}}={\frac {k_{1}}{k_{2}}}}

### 簡単な例
以下のように、2つの化学種の間に平衡が成立しているとする。
{\displaystyle {\ce {A <=> B}}}
反応はt=0でAの初期濃度が{\displaystyle {\ce {[A]_0}}}、Bの初期濃度が0の状態から始まる。
このとき、平衡定数Kは以下のように書ける。
{\displaystyle K\ {\stackrel {\mathrm {def} }{=}}\ {\frac {k_{f}}{k_{b}}}={\frac {\left[{\ce {B}}\right]_{e}}{\left[{\ce {A}}\right]_{e}}}}
ここで、{\displaystyle [{\ce {A}}]_{e}}と{\displaystyle [{\ce {B}}]_{e}}は平衡状態でのAとBの濃度である。
時刻tにおけるAの濃度を{\displaystyle [{\ce {A}}]_{t}}、Bの濃度を{\displaystyle [{\ce {B}}]_{t}}とすると、両者は次の平衡反応の等式を満たす。
{\displaystyle {\ce {[A]_{\mathit {t}}=[A]_{0}-[B]_{\mathit {t}}}}}
ここで、{\displaystyle {\ce {[B]_0}}}は0であることに注意する。
これは、時刻が無限大となり、平衡に達した状態でも成立する。
{\displaystyle {\ce {[A]_{\mathit {e}}=[A]_{0}-[B]_{\mathit {e}}}}}
これは平衡定数Kの定義より、
{\displaystyle [{\ce {B}}]_{e}=x={\frac {k_{f}}{k_{f}+k_{b}}}[{\ce {A}}]_{0}}
ゆえに、
{\displaystyle \ [{\ce {A}}]_{e}=[{\ce {A}}]_{0}-x={\frac {k_{b}}{k_{f}+k_{b}}}[{\ce {A}}]_{0}}
これらの等式により、微分方程式を解かずともAの濃度を求めることができる。
反応速度式は以下のように与えられる。
{\displaystyle r={k_{1}[{\ce {A}}]^{s}[{\ce {B}}]^{t}}-{k_{2}[{\ce {X}}]^{u}[{\ce {Y}}]^{v}}\,}
{\displaystyle -{\frac {d[{\ce {A}}]}{dt}}={k_{f}[{\ce {A}}]_{t}}-{k_{b}[{\ce {B}}]_{t}}\,}
微分係数が負なのは正反応がAからBに変わる反応なので、Aの濃度は減少しているからである。簡略化するため、時刻tでのAの濃度{\displaystyle [{\ce {A}}]_{t}}をxとおく。また平衡時のAの濃度を{\displaystyle x_{e}}とする。このとき、
{\displaystyle {\begin{aligned}-{\frac {d[{\ce {A}}]}{dt}}&={k_{f}[{\ce {A}}]_{t}}-{k_{b}[{\ce {B}}]_{t}}\\-{\frac {dx}{dt}}&={k_{f}x}-{k_{b}[{\ce {B}}]_{t}}\\&={k_{f}x}-{k_{b}([{\ce {A}}]_{0}-x)}\\&={(k_{f}+k_{b})x}-{k_{b}[{\ce {A}}]_{0}}\end{aligned}}}
だから
{\displaystyle k_{f}+k_{b}={k_{b}{\frac {{\ce {[A]_0}}}{x_{e}}}}}
よって反応速度は
{\displaystyle \ {\frac {dx}{dt}}={\frac {k_{b}[{\ce {A}}]_{0}}{x_{e}}}(x_{e}-x)}
つまり、
{\displaystyle \ln \left({\frac {[{\ce {A}}]_{0}-[{\ce {A}}]_{e}}{[{\ce {A}}]_{t}-[{\ce {A}}]_{e}}}\right)=(k_{f}+k_{b})t}
という結果になる。

### 例の一般化
t=0での濃度が上と異なる場合、上式のような簡略化は使えず、微分方程式を解くことが必要になる。しかし、その微分方程式は解くことができ、その解は以下のように一般化したものとなる。
{\displaystyle \left[{\ce {A}}\right]=\left[{\ce {A}}\right]_{0}{\frac {1}{k_{f}+k_{b}}}\left(k_{b}+k_{f}e^{-\left(k_{f}+k_{b}\right)t}\right)+\left[{\ce {B}}\right]_{0}{\frac {k_{b}}{k_{f}+k_{b}}}\left(1-e^{-\left(k_{f}+k_{b}\right)t}\right)}
{\displaystyle \left[{\ce {B}}\right]=\left[{\ce {A}}\right]_{0}{\frac {k_{f}}{k_{f}+k_{b}}}\left(1-e^{-\left(k_{f}+k_{b}\right)t}\right)+\left[{\ce {B}}\right]_{0}{\frac {1}{k_{f}+k_{b}}}\left(k_{f}+k_{b}e^{-\left(k_{f}+k_{b}\right)t}\right)}
平衡定数が温度によらず一定に近く、反応速度がとても速い場合、例えば分子の立体配座異性体同士の平衡の分析では、反応速度を求めるのには別の方法が必要になる。それは例えば、核磁気共鳴分光法などである。

## 連鎖反応
反応{\displaystyle {\ce {A -> B -> C}}}についてそれぞれの反応の速度定数が{\displaystyle k_{1}}と{\displaystyle k_{2}}であるとき、それぞれの物質の時間当たりの変化量は以下のようになる。
反応物A:{\displaystyle {\frac {d[{\ce {A}}]}{dt}}=-k_{1}[{\ce {A}}]}
反応物B:{\displaystyle {\frac {d[{\ce {B}}]}{dt}}=k_{1}[{\ce {A}}]-k_{2}[{\ce {B}}]}
反応物C: {\displaystyle {\frac {d[{\ce {C}}]}{dt}}=k_{2}[{\ce {B}}]}
それぞれの濃度が反応物全体の物質量で測られる場合、これらのような線形微分方程式はマスター方程式として計算される。その微分方程式は解析的に解くことができ、解は以下のようになる。
{\displaystyle [{\ce {A}}]=[{\ce {A}}]_{0}e^{-k_{1}t}}
{\displaystyle \left[{\ce {B}}\right]={\begin{cases}\left[{\ce {A}}\right]_{0}{\dfrac {k_{1}}{k_{2}-k_{1}}}\left(e^{-k_{1}t}-e^{-k_{2}t}\right)+\left[{\ce {B}}\right]_{0}e^{-k_{2}t}&k_{1}\neq k_{2}\\\left[{\ce {A}}\right]_{0}k_{1}te^{-k_{1}t}+\left[{\ce {B}}\right]_{0}e^{-k_{1}t}&{\text{otherwise}}\\\end{cases}}}
{\displaystyle \left[{\ce {C}}\right]={\begin{cases}\left[{\ce {A}}\right]_{0}\left(1+{\dfrac {k_{1}e^{-k_{2}t}-k_{2}e^{-k_{1}t}}{k_{2}-k_{1}}}\right)+\left[{\ce {B}}\right]_{0}\left(1-e^{-k_{2}t}\right)+\left[{\ce {C}}\right]_{0}&k_{1}\neq k_{2}\\\left[{\ce {A}}\right]_{0}\left(1-e^{-k_{1}t}-k_{1}te^{-k_{1}t}\right)+\left[{\ce {B}}\right]_{0}\left(1-e^{-k_{1}t}\right)+\left[{\ce {C}}\right]_{0}&{\text{otherwise}}\\\end{cases}}}
この方程式は定常状態近似によって簡単に解けるようになっている。

## 並行反応・競合反応
1つの物質から2種類の生成物が生まれる場合、並行反応または競合反応が起こっている。
反応{\displaystyle {\ce {A -> B}}}と{\displaystyle {\ce {A -> C}}}の速度定数がそれぞれ{\displaystyle k_{1}}と{\displaystyle k_{2}}であるとする。この時それぞれの濃度の時間変化の式は
{\displaystyle -{\frac {d[{\ce {A}}]}{dt}}=(k_{1}+k_{2})[{\ce {A}}]}
{\displaystyle {\frac {d[{\ce {B}}]}{dt}}=k_{1}[{\ce {A}}]}
{\displaystyle {\frac {d[{\ce {C}}]}{dt}}=k_{2}[{\ce {A}}]}
と表される。
したがって、積分形の反応速度式は
{\displaystyle \ [{\ce {A}}]=[A]_{0}e^{-(k_{1}+k_{2})t}}
{\displaystyle [{\ce {B}}]={\frac {k_{1}}{k_{1}+k_{2}}}[{\ce {A}}]_{0}(1-e^{-(k_{1}+k_{2})t})}
{\displaystyle [{\ce {C}}]={\frac {k_{2}}{k_{1}+k_{2}}}[{\ce {A}}]_{0}(1-e^{-(k_{1}+k_{2})t})}
と表される。
この場合、
{\displaystyle {\frac {{\ce {[B]}}}{{\ce {[C]}}}}={\frac {k_{1}}{k_{2}}}}
が重要な関係式となる。
これは2分子による反応と、擬一次反応とみなせる加水分解が同時に起こっている場合に適用できる。並行反応によって反応物が一部消費されるため、加水分解の反応速度を調べるのは難しい。例えば、AとRが反応してCが生成するが、同時に加水分解が進行してAがBに変わると言った場合である。反応式で表せば、{\displaystyle {\ce {{A}+ H2O -> B}}}と{\displaystyle {\ce {{A}+ R -> C}}}となる。
反応速度式は以下のとおりになる。
{\displaystyle {\frac {d[{\ce {B}}]}{dt}}=k_{1}{\ce {[A][H2O]}}=k_{1}'[{\ce {A}}]}
{\displaystyle {\frac {d[{\ce {C}}]}{dt}}=k_{2}{\ce {[A][R]}}}
ただし{\displaystyle k_{1}'}は擬一次速度定数である。
主な生成物Cの濃度について積分すると、以下の式が得られる。
{\displaystyle [C]=[R]_{0}\left[1-e^{-{\frac {k_{2}}{k_{1}'}}[{\ce {A}}]_{0}(1-e^{-k_{1}'t})}\right]}
これは
{\displaystyle ln{\frac {\ce {[R]_{0}}}{\ce {[R]_{0}-[C]}}}={\frac {k_{2}[{\ce {A}}]_{0}}{k_{1}'}}(1-e^{-k_{1}'t})}
と等価である。
[B]と[C]の濃度の関係は次のようになっている。
{\displaystyle [{\ce {B}}]=-{\frac {k_{1}'}{k_{2}}}ln\left(1-{\frac {\ce {[C]}}{v}}{[R]_{0}}\right)}
これは解析的に得られた解であるが、次の近似が用いられている。
{\displaystyle {\ce {{[A]_{0}}-[C]\approx [A]_{0}}}}
そのため、前の式における[C]は[C]が[A]0に比べ非常に小さい時のみ使うことができる。

## 反応の量的ネットワーク
化学反応ネットワーク理論の最も一般的な考え方は、{\displaystyle R}個の反応に関わる異なる化学種の数{\displaystyle N}を考えることである
。一般に、{\displaystyle j}番目の反応について次のように記述できる。
{\displaystyle s_{1j}{\ce {X}}_{1}+s_{2j}{\ce {X}}_{2}\ldots +s_{Nj}{\ce {X}}_{N}{\ce {->[k_{j}]}}\ r_{1j}{\ce {X}}_{1}+\ r_{2j}{\ce {X}}_{2}+\ldots +r_{Nj}{\ce {X}}_{N},}
これは、上式と同値な下式で表されることも多い。
{\displaystyle \sum _{i=1}^{N}s_{ij}{\ce {X}}_{i}{\ce {->[k_{j}]}}\sum _{i=1}^{N}\ r_{ij}{\ce {X}}_{i}.}
ここで
{\displaystyle j}は1から{\displaystyle R}までの反応の番号。
{\displaystyle {\ce {X}}_{i}}は{\displaystyle i}番目の化学種。
{\displaystyle k_{j}}は{\displaystyle j}番目の反応の速度定数
{\displaystyle s_{ij}}と{\displaystyle r_{ij}}は反応式における反応物および生成物の係数
この反応の反応速度は化学平衡の法則から推測される。
{\displaystyle f_{j}([{\vec {\ce {X}}}])=k_{j}\prod _{z=1}^{N}[{\ce {X}}_{z}]^{s_{zj}}}
これは単位時間・単位体積あたりの物質の変化量で表される。ここで、{\displaystyle {\ce {[{\vec {X}}]=([X1],[X2],...,[X_{\mathit {N}}])}}}は濃度のベクトルである。ここで、この式が定義される反応は素反応である事に注意する。
零次反応
{\displaystyle s_{zj}=0}が全ての{\displaystyle z}について成り立つ。
一次反応
{\displaystyle s_{zj}=1}がある1つの{\displaystyle z}について成り立つ。
二次反応
2分子の反応では2つの{\displaystyle z}について{\displaystyle s_{zj}=1}が成り立つ。また二量化では{\displaystyle s_{zj}=2}がある1つの{\displaystyle z}について成り立つ。
それぞれについて次のように議論される。この時、それぞれの反応について反応の量的関係についての行列（stoichiometric matrix）を定義することができる。
{\displaystyle S_{ij}=r_{ij}-s_{ij},}
これは{\displaystyle j}番目の反応について存在する正味の{\displaystyle i}の物質量を表す。この時、反応速度式は以下のようなより一般的な形に書き直すことができる。
{\displaystyle {\frac {d[{\ce {X}}_{i}]}{dt}}=\sum _{j=1}^{R}S_{ij}f_{j}([{\vec {\ce {X}}}]).}
ここで、これは反応の量的関係を表す行列と反応速度の関数の積である事に注意する。
系内で起こっている反応が可逆反応のみであり、反応が平衡状態にある場合、この方程式には簡単な解が存在する。（{\displaystyle {\frac {d[{\ce {X}}_{i}]}{dt}}=0}）この場合性反応と逆反応の反応速度は等しいので、詳細釣り合いが成り立っている。ただし、詳細釣り合いは反応の量的行列{\displaystyle S_{ij}}のみについて成り立つ性質であり、反応速度関数{\displaystyle f_{j}}には依存しない。詳細釣り合いが成り立たない場合については、代謝経路を理解するために開発された流速均衡解析によって研究されている。

## 一般的な1分子の変換反応についての動力学
一般的に、1分子が{\displaystyle N}種類の化学種に変換される反応について、時刻{\displaystyle t}での化学種1 - Nの濃度を{\displaystyle X_{1}(t)} through {\displaystyle X_{N}(t)}とおくと、各時刻ごとの各化学種の濃度が分かる。ここで、{\displaystyle X_{i}}から{\displaystyle X_{j}}に変わる反応の速度定数を{\displaystyle k_{ij}}とおき、{\displaystyle k_{ij}}などのそれぞれの反応の速度定数を成分とする行列{\displaystyle K}を作る。
また、時間の関数として濃度のベクトル{\displaystyle X(t)=(X_{1}(t),X_{2}(t),...,X_{N}(t))^{T}}をおく。
そして、ベクトル{\displaystyle J=(1,1,1,...,1)^{T}}をおく。
さらに、{\displaystyle I}をN次の単位行列とする。
また、{\displaystyle Diag}を関数とする。ただしこの関数は対角行列を作り、その対角線上の成分があるベクトルの成分となっているものとする。
そして、{\displaystyle \displaystyle {\mathcal {L}}^{-1}}は{\displaystyle s}から{\displaystyle t}への逆ラプラス変換（英語版）とする。
この時{\displaystyle X(t)}は
{\displaystyle X(t)=\displaystyle {\mathcal {L}}^{-1}[(sI+Diag(KJ)-K^{T})^{-1}X(0)]},
となる。
このようにして、初期状態と時刻{\displaystyle t}での状態の関係が示される。